# Суринам на летних Олимпийских играх 1996
Суринам принимал участие в Летних Олимпийских играх 1996 года в Атланте (США) в восьмой раз за свою историю, но не завоевал ни одной медали. Сборную страны представляли 2 женщины.